# Juan Carlos Maldonado (actor chileno)
Juan Carlos Maldonado Contreras (Santiago de Chile, 2 de febrero de 1989) es un actor chileno de teatro, cine y televisión. 

## Biografía
Su participación en telenovelas inicia en el año 2014, en Las 2 Carolinas, dirigida por el destacado director Vicente Sabatini. En el 2017, obtiene un rol secundario en La Colombiana, transmitida por Televisión Nacional de Chile. Sin embargo, en el año 2019 protagoniza Juegos de poder, telenovela nocturna en donde encarna a Samuel Salgado, un joven que junto a su hermano son atropellados por el hijo de un candidato a la presidencia de Chile. 
En el cine protagoniza la destacada cinta El príncipe (2019) del director Sebastián Muñoz, galardonada con el Queer Lion en el Festival de Cine de Venecia. En La mirada incendiada (2019), nuevamente obtiene el rol protagónico, siendo Rodrigo Rojas de Negri, fotógrafo chileno quemado vivo durante la dictadura, quien posteriormente falleció debido a la gravedad de sus quemaduras.
En teatro cabe destacar sus actuaciones en “Oratorio de la lluvia negra” (2012), ganadora del premio Fondart de Excelencia de ese mismo año, en el 2013 participa en “Escuchar” y “Versos de ciego”, y en el 2017 en “Ifigenia”. 
También se ha desempeñado como director teatral en los montajes “Nos tomamos la universidad” de Sergio Vodanovic en el año 2014, ganando los premios “Eugenio Guzmán” del Festival de Dirección de la Universidad de Chile y “Mejor Montaje” en el Festival de Teatro de Providencia, y en el 2015 dirige “San Rafael, el misterio de los atorrantes” de Cristián Figueroa, obra que fue seleccionada en el Festival de Teatro Santiago Off.

## Filmografía

### Cine
| Año  | Título               | Director           | Notas |
| ---- | -------------------- | ------------------ | ----- |
| 2013 | Iglú                 | Diego Ruiz         |       |
| 2014 | Hijo de trauco       | Alan Fischer       |       |
| 2015 | La prima Luce        | Vincenzo Marra     |       |
| 2016 | Los niños            | Maite Alberdi      |       |
| 2017 | Los perros           | Marcela Said       |       |
| 2019 | El príncipe          | Sebastián Muñoz    |       |
| 2020 | El agente topo       | Maite Alberdi      |       |
| 2020 | Karnawal             | Juan Pablo Félix   |       |
| 2021 | La mirada incendiada | Tatiana Gaviola    |       |
| 2022 | Mi pais imaginario   | Patricio Guzmán    |       |
| 2022 | Veranada             | Dominique Chaumont |       |
| 2024 | El conde             | Pablo Larraín      |       |

### Telenovelas
| Año  | Título                   | Rol              | Cadena              | Notas |
| ---- | ------------------------ | ---------------- | ------------------- | ----- |
| 2014 | Las 2 Carolinas          | Fabricio Salazar | Chilevisión         |       |
| 2017 | La Colombiana            | Gino Palma       | Televisión Nacional |       |
| 2017 | Verdades ocultas         | Chef             | Mega                |       |
| 2018 | Perdona nuestros pecados | Enfermero        | Mega                |       |
| 2019 | Juegos de poder          | Samuel Salgado   | Mega                |       |
| 2019 | Gemelas                  |                  | Chilevisión         |       |
| 2022 | Hasta encontrarte        | Gabriel Ugalde   | Mega                |       |

### Series
| Año       | Título                          | Rol                                                     |
| --------- | ------------------------------- | ------------------------------------------------------- |
| 2014-2020 | Lo que callamos las mujeres     | Varios                                                  |
| 2014      | Los archivos del cardenal 2     |                                                         |
| 2016      | Casa de Angelis                 | Chófer de Nené                                          |
| 2017      | Irreversible                    | Varios                                                  |
| 2018      | Mary & Mike                     |                                                         |
| 2018      | 12 días que estremecieron Chile |                                                         |
| 2020      | Helga y Flora                   | Attaché                                                 |
| 2021      | 62: Historia de un mundial      | Jaime Ramírez                                           |
| 2021      | Mea culpa                       | Cristián Barria - Episodio: «El chacal de Puerto Montt» |
| 2022      | El día menos pensado            | Tiago                                                   |
| 2022      | 42 días en la oscuridad         | Silva                                                   |

## Premios y nominaciones
- 2021: Premio Caleuche a la Mejor Revelación